# سیارک ۱۳۹۰۸
سیارک ۱۳۹۰۸ (به انگلیسی: 13908 Wolbern، نامگذاری:1978RH9) سیزده هزار و نهصد و هشتمین سیارک کشف شده‌است که در ۲ سپتامبر ۱۹۷۸ کشف شد.
قدر مطلق سیارک برابر ۱۴.۸ است.